# STAY POP pt. 1
STAY POP pt. 1 er det tredje studiealbum fra den danske pop duo C21. Albummet blev udgivet 19. april 2024, og er C21's første album i 20 år, som følge af deres gendannelse i 2023. Det er tilmed også gruppens første album udgivelse uden Esben Duus, der forlod gruppen i 2005. Albummet er duoens eneste til ikke at indtage en placering på nogen hitlister.

## Annoncering
Efter en pause knap 16 år, blev C21 i 2022 genforenet i al hemmelighed, genforeningen blev første gang annonceret til befolkningen i efteråret 2023 i Aftenshowet på DR1. Her annoncerede duoen, at de efter planerne ville udgive deres første album i mere end 20 år, og albummet ville indeholde 7 sange.
8. april 2024 annoncerede Pepke og Bregendal udgivelsesdatoen for STAY POP pt. 1. var 19. april 2024 via C21's officielle Instagram profil.
Opfølgeren STAY POP pt. 2, udkom 28. Marts 2025.

## Promovering
Til at promovere STAY POP pt. 1, blev de fire singler "Tricks", "Here's To Life", "One of Us Is Lonely" og "Family" udgivet. Her lykkedes det den anden single "Here's To Life" at indtage en placering på den danske iTunes Top 100 liste som nr. 63. Albummet peakede som nr. 17 på hitlisten.

## Spor
| #  | Titel                 | Sangskriver(e)        | Længde |
| -- | --------------------- | --------------------- | ------ |
| 1. | "Tricks"              | Søren Bregendal       | 2:32   |
| 2. | "Here's Life"         | Bregendal             | 2:52   |
| 3. | "One of Us Is Lonely" | Bregendal             | 2:54   |
| 4. | "Family"              | David Pepke           | 3:04   |
| 5. | "Quit The Show"       | Bregendal, Lars Quang | 2:53   |
| 6. | "Stay Down"           | Bregendal             | 3:00   |
| 7. | "Hopeless Heart"      | Quang                 | 2:53   |